# Synavea
Synavea is een geslacht van halfvleugeligen uit de familie schuimcicaden (Cercopidae). De wetenschappelijke naam van dit geslacht is voor het eerst geldig gepubliceerd in 1955 door Lallemand.

## Soorten
Het geslacht Synavea omvat de volgende soorten:
- Synavea bitalensis Synave, 1956
- Synavea coleopteriformis Lallemand, 1955
- Synavea kapangensis Synave, 1956